# Porsche-Diesel Junior 108 S
Le Porsche-Diesel Junior 108 S était un tracteur fabriqué par Porsche-Diesel Motorenbau GmbH, basé à Friedrichshafen sur le lac de Constance. Le Porsche-Diesel Junior 108 S a été produit au total 400 fois de 1957 à 1961.
Le moteur monocylindre à chambre de turbulence du Junior 108 S à propulsion arrière produit 14 ch (10 kW). La vitesse maximale en marche avant était de 19,9 km/h et la vitesse maximale en marche arrière était de 5,1 km/h. Techniquement parlant, le Junior 108 S d’une largeur de 870 mm était une version à voie étroite du Porsche-Diesel Junior 108 K qui lui était en grande partie identique. Outre la largeur plus petite, les modèles ne diffèrent visuellement que par les ailes en coque, un cadre de siège plus étroit et des supports de phares plus courts. En raison de son poids à vide d’environ 880 kg, il était considéré comme un outil idéal pour les petites surfaces agricoles et les vignobles. L’essieu arrière pouvait être réglé en voie entre 660 et 1 160 mm, ce qui rendait le travail dans les champs plus flexible et plus facile. La charge à l'essieu était de 380 kg sur l’essieu avant et de 500 kg sur l’essieu arrière.
L’embrayage à sec monodisque provient de Fichtel et Sachs, tandis que le système d’injection du Porsche-Diesel Junior 108 S provient de Bosch. La transmission était une transmission à changement de vitesse ZF; Le premier engrenage était conçu comme un engrenage à chenilles pour un vecteur vitesse de 1,8 km/h. En juin 1961, le successeur, le Junior 109 S, arrive sur le marché avec une cylindrée plus importante et une puissance moteur augmentée d’environ 1 ch.